# آریزونا رابینس

دکتر آریزونا رابینس

آریزونا رابینس (به انگلیسی: Arizona Robbins) از شخصیت‌های سریال آناتومی گری است و جسیکا کپشاو این نقش را ایفا کرده‌است. او با کالی تورس ازدواج می‌کند.